# 傑克·查恩
傑克·查恩（英語：Jack Champion，2004年11月16日—），美國男演員，知名演出如電影《阿凡達：水之道》（2022年）中飾演「蜘蛛」（Spider）一角以及《驚聲尖叫6》（2023年）中的伊森·藍卓（Ethan Landry）。

## 生平
傑克·查恩生於2004年11月16日，居住在弗吉尼亚州黑堡。他由微生物學家母親撫養長大。母親激發了自己對表演的興趣。他八歲開始表演，從學校劇院開始，直到開始拍攝短片。2015年在紀錄劇集《天才》中出演了小角色。
2017年，查恩預約試鏡，期望加入詹姆斯·卡麥隆的科幻電影《阿凡達：水之道》的演員陣容。在出演該角色之前，他在超級英雄電影《復仇者聯盟：終局之戰》（2019年）中短暫亮相；也在恐怖片《暗夜女巫》（2018年）中擔任主演。經過四個月的廣泛試鏡後，查恩在12歲時拿下了《阿凡達：水之道》中的角色；他在片中飾演潘朵拉星上的人類少年「蜘蛛」（Spider）。這個角色的定位意味著他必須將所有戲份拍攝兩次；他的工作包括在攝影棚進行兩年的表演捕捉，然後在紐西蘭利用兩年半的實景拍攝相同的戲份。他的角色在整部影片中都赤裸著上身，為了在拍攝期間保持肌肉發達的體格，在私人教練的指導下進行了大量鍛煉，並攝入了高蛋白飲食。他為了拍攝水下戲，還學習了自由潛水和水肺潛水。經過五年的製作，該電影於2022年上映，此時查恩已年滿18歲。《阿凡達：水之道》全球票房收入超過23億美元，成為當時史上票房第三高的電影。查恩同時拍攝了續集《阿凡達3》以及《阿凡達4》的部分內容，這樣做主要是為了防止查恩因年齡而超出自己的角色。
查恩2023年出演恐怖片《驚聲尖叫6》，飾演伊森·藍卓（Ethan Landry）一角。與拍攝《阿凡達》的經歷相比，他形容拍攝《驚聲尖叫6》是個「非常有趣的暑假」。隨後，他在動作驚悚片《爆復》中扮演連恩·尼遜角色的兒子，該片翻拍自2015年西班牙電影《關鍵復仇》。查恩之後接演了電影《怪诞故事》以及《一切都會好起來》。

## 作品列表

### 電影
| 年份 | 標題                     | 角色                       | 附註   |
| ---- | ------------------------ | -------------------------- | ------ |
| 2015 | 《分歧者2：叛亂者》      | 放棄的孩子                 | 未掛名 |
| 2015 | 《》                     |                            | 短片   |
| 2015 | 《頭在雲端》（Head in the Clouds）         | 路克（Luke）                   | 短片   |
| 2016 | 《嫁錯郎》（Where Are You, Bobby Browning?）           | 年輕的巴比（Young Bobby）             |        |
| 2017 | 《紙足球》（Paper Football）           | 史提爾·蘇蒂爾（Steele Sutil）          | 短片   |
| 2017 | 《极度挑战》（Extraordinary）         | 年輕的戴夫（Young Dave）             |        |
| 2017 | 《瓶中信》（Message in a Bottle）           | 提米·古德曼（Timmy Goodman）            |        |
| 2018 | 《暗夜女巫》             | 凱文（Kevin）                   |        |
| 2018 | 《卡車蕩婦》（Truck Slut）         | 邦尼（Bunny）                   | 短片   |
| 2019 | 《復仇者聯盟：終局之戰》 | 自行車小孩                 |        |
| 2022 | 《阿凡達：水之道》       | 邁爾斯·「蜘蛛」·索科羅（Miles "Spider" Socorro） |        |
| 2023 | 《驚聲尖叫6》            | 伊森·藍卓（Ethan Landry）              |        |
| 2023 | 《爆復》                 | 札克·透納（Zach Turner）              |        |
| 2025 | 《阿凡達3》              | 邁爾斯·「蜘蛛」·索科羅     |        |
| 2029 | 《阿凡達4》              | 邁爾斯·「蜘蛛」·索科羅     |        |
| TBA  | 《怪诞故事》             |                            |        |
| TBA  | 《一切都會好起來》       |                            |        |

### 電視
| 年份      | 標題             | 角色                        | 附註                 |
| --------- | ---------------- | --------------------------- | -------------------- |
| 2015      | 《天才》         | 眨眼小孩                    | 紀錄劇集；單集：〈〉 |
| 2015      | 《穹頂之下》     | 艾登·蒂爾登（Aiden Tilden）             | 單集：〈〉           |
| 2015      | 《邪惡親屬》（Evil Kin） | 年輕的約翰·里斯（Young John Reese）         | 紀錄劇集；單集：〈〉 |
| 2015−2016 | 《傳奇與謊言》   | 一群男孩／小傑西·詹姆斯（Jesse James, Jr） | 2集                  |
| 2017      | 《失蹤》         | 克里斯·黑爾（Chris Hale）             | 單集：〈〉           |

## 外部連結
- 傑克·查恩在互联网电影资料库（IMDb）上的資料（英文）